# Tucson Convention Center
Tucson Convention Center je víceúčelový komplex nacházející se v Tucsonu ve státě Arizona v USA. Součástí komplexu je Tucson Arena, Linda Ronstadt Music Hall (koncertní sál) a Leo Rich Theater (hala pro menší, převážně divadelmí představení. Tucson Arena je z nich největší svou rozlohou i kapacitou. Otevření proběhlo v roce 1971. Aréna je domovským stadionem týmu AHL Tucson Roadrunners, který je farmou týmu NHL Arizona Coyotes.  
V letech 1972 a 1976 zde koncertoval Elvis Presley. V průběhu roku 2014 proběhla 22 milionová rekonstrukce, financována městem Tucson a čtvrtí Rio Nuevo, ve které se stadion nachází. V rekonstruované hale jako první koncertovali Beach Boys.